# 1. Fußball-Club Köln 01/07 2022-2023 (calcio femminile)
Questa voce raccoglie le informazioni riguardanti il 1. Fußball-Club Köln 01/07  nelle competizioni ufficiali della stagione calcistica 2022-2023.

## Divise e sponsor
La tenuta di gioco è la stessa del Colonia maschile.
| Casa | Trasferta | Terza divisa |

## Rosa
Rosa, ruoli e numeri di maglia come da sito ufficiale, aggiornati al 25 ottobre 2021.
| N. |                        | Ruolo | Calciatrice        |
| -- | ---------------------- | ----- | ------------------ |
| 1  | Germania (bandiera)    | P     | Manon Klett        |
| 4  | Germania (bandiera)    | D     | Sandra Walbeck     |
| 5  | Austria (bandiera)     | C     | Celina Degen       |
| 6  | Paesi Bassi (bandiera) | D     | Myrthe Moorrees    |
| 7  | Germania (bandiera)    | C     | Manjou Wilde       |
| 8  | Germania (bandiera)    | A     | Mandy Islacker     |
| 9  | Polonia (bandiera)     | C     | Adriana Achcińska  |
| 10 | Israele (bandiera)     | C     | Sharon Beck        |
| 11 | Svizzera (bandiera)    | C     | Alena Bienz        |
| 12 | Germania (bandiera)    | C     | Alicia Gudorf      |
| 13 | Stati Uniti (bandiera) | C     | Genessee Daughetee |
| 14 | Germania (bandiera)    | D     | Carlotta Imping    |

| N. |                                 | Ruolo | Calciatrice          |
| -- | ------------------------------- | ----- | -------------------- |
| 15 | Germania (bandiera)             | C     | Lotta Cordes         |
| 16 | Germania (bandiera)             | C     | Lilith Schmidt       |
| 17 | Austria (bandiera)              | C     | Sarah Puntigam       |
| 18 | Bosnia ed Erzegovina (bandiera) | D     | Andrea Gavrić        |
| 19 | Tanzania (bandiera)             | A     | Emma Lattus          |
| 23 | Germania (bandiera)             | A     | Jana Beuschlein      |
| 24 | Polonia (bandiera)              | A     | Weronika Zawistowska |
| 25 | Germania (bandiera)             | D     | Laura Donhauser      |
| 29 | Germania (bandiera)             | A     | Selina Cerci         |
| 26 | Austria (bandiera)              | P     | Jasmin Pal           |
| 27 | Germania (bandiera)             | A     | Lena Uebach          |
| 30 | Austria (bandiera)              | P     | Kristin Krammer      |

## Calciomercato

### Sessione estiva
| Acquisti | Acquisti       | Acquisti         | Acquisti   |
| R.       | Nome           | da               | Modalità   |
| -------- | -------------- | ---------------- | ---------- |
| P        | Jasmin Pal     | Sand             | definitivo |
| D        | Celina Degen   | Hoffenheim       | definitivo |
| D        | Andrea Gavrić  | Bayern Monaco    | definitivo |
| D        | Sandra Walbeck | Meerbusch        | definitivo |
| C        | Alena Bienz    | Lucerna          | definitivo |
| C        | Lotta Cordes   | Wolfsburg        | definitivo |
| C        | Sarah Puntigam | Montpellier      | definitivo |
| C        | Lilith Schmidt | Bad Neuenahr U19 | definitivo |
| A        | Selina Cerci   | Turbine Potsdam  | definitivo |
| A        | Emma Lattus    | Bad Neuenahr U19 | definitivo |
| A        | Lena Uebach    | Turbine Potsdam  | definitivo |

| Cessioni | Cessioni               | Cessioni          | Cessioni   |
| R.       | Nome                   | a                 | Modalità   |
| -------- | ---------------------- | ----------------- | ---------- |
| P        | Elvira Herzog          | RB Lipsia         | definitivo |
| P        | Pauline Nelles         | ASU Sun Devils    | definitivo |
| P        | Antonia Pimentel-Bauer | Bochum            | definitivo |
| D        | Francesca Calò         | Altach/Vorderland | definitivo |
| D        | Sabrina Horvat         | Altach/Vorderland | definitivo |
| D        | Rachel Rinast          | Grasshopper       | definitivo |
| C        | Kristin Demann         | Wolfsburg         | definitivo |
| C        | Anja Pfluger           | SGS Essen         | definitivo |
| A        | Amber Barrett          | Turbine Potsdam   | definitivo |

## Risultati

### Frauen-Bundesliga

#### Girone di andata
| Arbitro: | Joos (Leinfelden-Echterdingen) |

|                                   |           |             |
| Islacker 22’, 34’ (rig.) Beck 31’ | Marcatori | 49’ Kössler |

| Arbitro: | Westerhoff |

|              |           |  |
| Baijings 49’ | Marcatori |  |

| Arbitro: | Duske (Leverkusen) |

|                                                         |           |                                   |
| Beck 8’ Wiankowska 54’ (aut.) Islacker 74’ Moorrees 87’ | Marcatori | 9’ Wiankowska 11’ (aut.) Islacker |

| Arbitro: | Joos (Leinfelden-Echterdingen) |

|                                                         |           |  |
| Dallmann 29’ Moorrees 48’ (aut.) Tainara 68’ Magull 82’ | Marcatori |  |

| Arbitro: | Lutz (Poppenhausen) |

|                                    |           |  |
| Beuschlein 16’ Islacker 61’ (rig.) | Marcatori |  |

| Arbitro: | Heidenreich (Bad Schwartau) |

|                     |           |              |
| Cin 69’ Hoppius 73’ | Marcatori | 81’ Puntigam |

| Arbitro: | Söder (Norimberga) |

|                           |           |  |
| Martinez 60’ Freigang 64’ | Marcatori |  |

| Arbitro: | Rafalski (Baunatal) |

|  |           |                                   |
|  | Marcatori | 31’, 45+2’ Hegering 33’, 69’ Popp |

| Arbitro: | Weigelt (Lipsia) |

|               |           |  |
| Kardesler 90’ | Marcatori |  |

| Colonia 11 dicembre 2022, ore 13:00 CET 10ª giornata | Colonia          | 0 – 0 referto | Friburgo | Franz-Kremer-Stadion (1 630 spett.)\| Arbitro: \| Diekmann (Essen) \| |
| Arbitro:                                             | Diekmann (Essen) |               |          |                                                                       |

| Arbitro: | Kost (Holzwickede) |

|                                               |           |  |
| Maier 29’ Sterner 39’ Endemann 64’ Piljic 75’ | Marcatori |  |

#### Girone di ritorno
| Arbitro: | Söder (Norimberga) |

|                                             |           |  |
| Billa 27’ Kössler 65’, 76’ Krumbiegel 90+1’ | Marcatori |  |

| Colonia 5 marzo 2023, ore 13:00 CET 13ª giornata | Colonia | 0 – 0 referto | Bayer Leverkusen | Franz-Kremer-Stadion (1 568 spett.)\| Arbitro: \| Hussein \| |
| Arbitro:                                         | Hussein |               |                  |                                                              |

| Potsdam 21 marzo 2023, ore 19:00 CET 14ª giornata | Turbine Potsdam             | 0 – 0 referto | Colonia | Karl-Liebknecht-Stadion (757 spett.)\| Arbitro: \| Heidenreich (Bad Schwartau) \| |
| Arbitro:                                          | Heidenreich (Bad Schwartau) |               |         |                                                                                   |

| Arbitro: | Joos |

|  |           |                                               |
|  | Marcatori | 12’ Lohmann 23’, 38’ Bühl 28’ Magull 45’ Rall |

| Arbitro: | Kost (Holzwickede) |

|             |           |  |
| Lührßen 87’ | Marcatori |  |

| Arbitro: | Westerhoff (Bochum) |

|                                          |           |  |
| Zawistowska 16’ Islacker 31’, 45+1’, 51’ | Marcatori |  |

| Arbitro: | Wildfeuer (Lubecca) |

|  |           |                         |
|  | Marcatori | 15’ Dunst 78’ Prašnikar |

| Arbitro: | Wacker (Lehrensteinsfeld) |

|                                                                      |           |              |
| Bremer 8’, 60’ Hegering 19’ Oberdorf 40’, 45+1’ Sellner 50’ Popp 84’ | Marcatori | 10’ Moorrees |

| Arbitro: | Michel (Magonza) |

|                |           |                            |
| Zawistowska 4’ | Marcatori | 87’ (rig.) Jaron 90’ Preuß |

| Arbitro: | Heidenreich (Bad Schwartau) |

|             |           |                                           |
| Kayikçi 50’ | Marcatori | 10’ G. Puntigam 44’ Cerci 69’ S. Puntigam |

| Arbitro: | Heimann (Gladbeck) |

|              |           |           |
| Islacker 54’ | Marcatori | 19’ Maier |

### DFB-Pokal der Frauen
| Arbitro: | Michel (Magonza) |

|  |           |                                                                           |
|  | Marcatori | 4’, 9’, 39’ Islacker 50’ Moorrees 58’, 59’ Beuschlein 65’ Cordes 68’ Beck |

| Arbitro: | Schwermer (Ballenstedt) |

|                 |           |                        |
| Selimhodzic 57’ | Marcatori | 86’ Bienz 99’ Moorrees |

| Arbitro: | Derlin (Bad Schwartau) |

|  |           |                                           |
|  | Marcatori | 24’ Pajor 42’ Huth 66’ Hegering 88’ Brand |

## Statistiche

### Statistiche di squadra
| Competizione         | Punti | In casa | In casa | In casa | In casa | In casa | In casa | In trasferta | In trasferta | In trasferta | In trasferta | In trasferta | In trasferta | Totale | Totale | Totale | Totale | Totale | Totale | DR  |
| Competizione         | Punti | G       | V       | N       | P       | Gf      | Gs      | G            | V            | N            | P            | Gf           | Gs           | G      | V      | N      | P      | Gf     | Gs     | DR  |
| -------------------- | ----- | ------- | ------- | ------- | ------- | ------- | ------- | ------------ | ------------ | ------------ | ------------ | ------------ | ------------ | ------ | ------ | ------ | ------ | ------ | ------ | --- |
| Frauen-Bundesliga    | 19    | 11      | 4       | 3       | 4       | 15      | 17      | 11           | 1            | 1            | 9            | 5            | 27           | 22     | 5      | 4      | 13     | 20     | 44     | -24 |
| DFB-Pokal der Frauen | -     | 1       | 0       | 0       | 1       | 0       | 4       | 2            | 2            | 0            | 0            | 10           | 1            | 3      | 2      | 0      | 1      | 10     | 5      | +5  |
| Totale               | -     | 12      | 4       | 3       | 5       | 15      | 21      | 13           | 3            | 1            | 9            | 15           | 28           | 25     | 7      | 4      | 14     | 30     | 49     | -19 |

### Andamento in campionato
| Giornata  | 1 | 2 | 3 | 4 | 5 | 6 | 7 | 8 | 9 | 10 | 11 | 12 | 13 | 14 | 15 | 16 | 17 | 18 | 19 | 20 | 21 | 22 |
| --------- | - | - | - | - | - | - | - | - | - | -- | -- | -- | -- | -- | -- | -- | -- | -- | -- | -- | -- | -- |
| Luogo     | C | T | C | T | C | T | T | C | T | C  | T  | T  | C  | T  | C  | T  | C  | C  | T  | C  | T  | C  |
| Risultato | V | P | V | P | V | P | P | P | P | N  | P  | P  | N  | N  | P  | P  | V  | P  | P  | P  | V  | N  |
| Posizione | 2 | 6 | 4 | 6 | 6 | 7 | 8 | 9 | 9 | 8  | 9  | 10 | 10 | 10 | 11 | 11 | 9  | 9  | 10 | 11 | 9  | 9  |

Legenda:

Luogo: C = Casa; T = Trasferta. Risultato: V = Vittoria; N = Pareggio; P = Sconfitta.

### Statistiche delle giocatrici
| Giocatore | Frauen-Bundesliga | Frauen-Bundesliga | Frauen-Bundesliga | Frauen-Bundesliga | DFB-Pokal der Frauen | DFB-Pokal der Frauen | DFB-Pokal der Frauen | DFB-Pokal der Frauen | Totale   | Totale | Totale      | Totale     |
| Giocatore | Presenze          | Reti              | Ammonizioni       | Espulsioni        | Presenze             | Reti                 | Ammonizioni          | Espulsioni           | Presenze | Reti   | Ammonizioni | Espulsioni |
| --------- | ----------------- | ----------------- | ----------------- | ----------------- | -------------------- | -------------------- | -------------------- | -------------------- | -------- | ------ | ----------- | ---------- |
| J. Pal    | 6                 | -13               | 0                 | 0                 | 0                    | 0                    | 0                    | 0                    | 6        | -13    | 0           | 0          |